# Nils Landgren
Nils Landgren (ur. 19 sierpnia 1923 w Kalmarze, zm. 15 listopada 2002 w Lidingö) – szwedzki bobsleista, brązowy medalista mistrzostw świata.

## Kariera
Największy sukces w karierze Nils Landgren osiągnął w 1953 roku, kiedy wspólnie z Kjellem Holmströmem, Janem de Man Lapidothem i Walterem Aronssonem zajął trzecie miejsce w czwórkach podczas mistrzostw świata w Garmisch-Partenkirchen. Był to jednak jego jedyny medal wywalczony na międzynarodowej imprezie tej rangi. W 1952 roku wystartował na igrzyskach olimpijskich w Oslo, gdzie był piętnasty w dwójkach i szósty w czwórkach.